# Campeonato Paulista 1929
In 1929 werd het 28ste Campeonato Paulista gespeeld voor voetbalclubs uit de Braziliaanse staat São Paulo. Net zoals vorig jaar werden er twee competities gespeeld door de profbond APEA en amateurbond LAF. Beide competities worden erkend als officieel kampioenschap.
De competitie van de APEA werd gespeeld van 12 mei tot 1 december en werd gewonnen door Corinthians. De competitie van de LAF werd gespeeld van 14 april tot 22 december en werd gewonnen door Paulistano. 
Na dit seizoen werd de amateurcompetitie opgeheven. Dit betekende ook het einde van de traditieclubs Paulistano en AA Palmeiras, die hun voetbalafdeling sloten. 

## APEA
| Plaats | Club            | Wed. | W | G | V | Saldo | Ptn. |
| ------ | --------------- | ---- | - | - | - | ----- | ---- |
| 1.     | Corinthians     | 7    | 7 | 0 | 0 | 33:8  | 14   |
| 2.     | Santos          | 7    | 5 | 1 | 1 | 30:13 | 11   |
| 3.     | Palestra Itália | 7    | 4 | 2 | 1 | 21:11 | 10   |
| 4.     | Portuguesa      | 7    | 3 | 2 | 2 | 20:22 | 8    |
| 5.     | Guarani         | 7    | 2 | 2 | 3 | 15:15 | 6    |
| 6.     | Sírio           | 7    | 1 | 1 | 5 | 9:21  | 3    |
| 7.     | Sílex           | 7    | 1 | 0 | 6 | 8:26  | 2    |
| 8.     | Ypiranga        | 7    | 1 | 0 | 6 | 8:28  | 2    |

|  | Kampioen |

### Kampioen
| Campeonato Paulista de 1928     |
| São Paulo                       |
| ------------------------------- |
| CORINTHIANS Kampioen (7° titel) |

### Topschutter
| Speler            | Speler  | Goals | Club   |
| ----------------- | ------- | ----- | ------ |
| Vlag van Brazilië | Feitiço | 12    | Santos |

## LAF
| Plaats | Club                | Wed. | W  | G | V  | Saldo | Ptn. |
| ------ | ------------------- | ---- | -- | - | -- | ----- | ---- |
| 1.     | Paulistano          | 19   | 14 | 2 | 3  | 53:15 | 30   |
| 2.     | Ponte Preta         | 20   | 12 | 2 | 6  | 55:36 | 26   |
| 3.     | Internacional       | 18   | 9  | 5 | 4  | 34:23 | 23   |
| 4.     | Independência       | 20   | 8  | 5 | 7  | 42:37 | 23   |
| 5.     | Hespanha            | 20   | 8  | 6 | 6  | 46:35 | 22   |
| 6.     | Atlético Santista   | 19   | 7  | 5 | 7  | 34:28 | 19   |
| 7.     | Germânia            | 18   | 8  | 2 | 8  | 38:45 | 18   |
| 8.     | Portuguesa Santista | 21   | 7  | 4 | 10 | 37:40 | 18   |
| 9.     | Antárctica          | 21   | 5  | 7 | 9  | 30:47 | 17   |
| 10.    | AA São Bento        | 19   | 5  | 6 | 8  | 20:32 | 16   |
| 11.    | AA Palmeiras        | 17   | 5  | 1 | 11 | 28:50 | 11   |
| 12.    | Paulista            | 20   | 5  | 1 | 14 | 29:58 | 11   |

|  | Kampioen |

### Kampioen
| Campeonato Paulista de 1929     |
| São Paulo                       |
| ------------------------------- |
| PAULISTANO Kampioen (11° titel) |

### Topschutter
| Speler            | Speler              | Goals | Club       |
| ----------------- | ------------------- | ----- | ---------- |
| Vlag van Brazilië | Arthur Friedenreich | 16    | Paulistano |